# Де Сильвестри, Лоренцо
Лоре́нцо Де Сильве́стри (итал. Lorenzo De Silvestri; 23 мая 1988, Рим) — итальянский футболист, защитник клуба «Болонья».

## Карьера
Де Сильвестри — воспитанник академии римского клуба «Лацио». Впервые он появился в основной команде в сезоне 2006/07, дважды сыграв в чемпионате.
Его первое появление в основной команде состоялось в матче на Кубок Интертото в 2005 году, когда Лоренцо было 17 лет. Его дебют на итальянском турнире был годом позже, в Кубке Италии против «Ренде», где «Лацио» одержал победу 4:0, четвёртый мяч в матче был забит Де Сильвестри.
Лоренцо дебютировал в Серии А, выйдя на замену 22 апреля 2007 года в домашнем матче с «Фиорентиной», который его клуб проиграл со счётом 0:1. Второй свой матч за «Лацио» он сыграл в предпоследнем туре против «Пармы» на римском «Олимпийском стадионе».
В сезоне 2007/08 Де Сильвестри регулярно появлялся на правом фланге обороны «Лацио», выделяясь отличными подключениями в атаку. Он провёл 24 матча в Серии А и 6 матчей в Лиге чемпионов, из которых три — в стартовом составе.
19 декабря 2007, через год после своего дебюта против «Ренде», Де Сильвестри опять забил в Кубке Италии, на сей раз в матче с «Наполи». Он посвятил свой гол своему близкому другу и фанату «Лацио» Габриэле Сандри, который близ Ареццо был убит полицейским.
Со времени своего дебюта Лоренцо прогрессировал всё больше под руководством тренера Делио Росси, но в 2009 году между Де Сильвестри и руководством клуба возник конфликт, связанный, вероятно, с подписанием нового контракта. В итоге, 26 августа Де Сильвестри перешёл в «Фиорентину». Свой первый матч в составе «Фиорентины» Лоренцо сыграл 26 сентября в гостях с «Ливорно», в котором флорентийцы добились победы 1:0.